# Wiceprezydenci Liberii
Wiceprezydent Liberii – drugie co do ważności stanowisko polityczne w Liberii. Wybierany z tego samego mandatu co prezydent na sześcioletnią kadencję. W wypadku śmierci, rezygnacji czy depozycji prezydenta, wiceprezydent zajmuje jego stanowisko, piastując je do końca kadencji poprzednika. Wiceprezydent służy także jako marszałek senatu. Aktualnym wiceprezydentem jest Jewel Taylor, sprawująca tę funkcję od 22 stycznia 2018 roku.

## Lista Wiceprezydentów Liberii
Partie
     Bezpartyjny
     Partia Republikańska
     Prawdziwa Partia Wigów
     Partia Narodowo-Demokratyczna
     Partia Narodowo-Patriotyczna
     Partia Jedności
| l.p.  | Wiceprezydent            | Data objęcia urzędu | Data złożenia urzędu | Partia                        | Prezydent              |
| ----- | ------------------------ | ------------------- | -------------------- | ----------------------------- | ---------------------- |
| wakat | wakat                    | 3 stycznia 1848     | 1853                 |                               | Roberts                |
| 1     | Stephen Allen Benson     | 1853                | 7 stycznia 1856      | brak                          | Roberts                |
| 2     | Beverly Page Yates       | 7 stycznia 1856     | 1860                 | brak                          | Benson                 |
| wakat | wakat                    | 1860                | 4 stycznia 1864      |                               | Benson                 |
| 3     | James Priest             | 4 stycznia 1864     | 6 stycznia 1868      | Partia Republikańska          | Warner                 |
| wakat | wakat                    | 6 stycznia 1868     | 3 stycznia 1870      |                               | Spriggs Payne          |
| 4     | James Skivring Smith     | 3 stycznia 1870     | 26 października 1871 | Prawdziwa Partia Wigów        | Roye                   |
| 5     | Anthony Gardiner         | 4 listopada 1871    | 1 stycznia 1872      | Prawdziwa Partia Wigów        | Smith                  |
|       | Anthony Gardiner         | 1 stycznia 1872     | 3 stycznia 1876      | Partia Republikańska          | Roberts                |
| wakat | wakat                    | 3 stycznia 1876     | 1881                 |                               | Spriggs Payne Gardiner |
| 6     | Alfred Francis Russell   | 1881                | 20 stycznia 1883     | Prawdziwa Partia Wigów        | Gardiner               |
| wakat | wakat                    | 20 stycznia 1883    | 7 stycznia 1884      |                               | Russell                |
| wakat | wakat                    | 7 stycznia 1884     | 4 stycznia 1892      |                               | Johnson                |
| 7     | William Coleman          | 4 stycznia 1892     | 12 listopada 1896    | Prawdziwa Partia Wigów        | Cheeseman              |
| 8     | J.J. Ross                | 12 listopada 1896   | 11 grudnia 1900      | Prawdziwa Partia Wigów        | Coleman                |
| wakat | wakat                    | 11 grudnia 1900     | 4 stycznia 1904      |                               | Gibson                 |
| 9     | J.J. Dossen              | 4 stycznia 1904     | 1 stycznia 1912      | Prawdziwa Partia Wigów        | Barclay                |
| wakat | wakat                    | 1 stycznia 1912     | 5 stycznia 1920      |                               | Howard                 |
| 10    | Samuel Alfred Ross       | 5 stycznia 1920     | 1924                 | Prawdziwa Partia Wigów        | King                   |
| 11    | Henry Too Wesley         | 1924                | 1928                 | Prawdziwa Partia Wigów        | King                   |
| 12    | Allen Yancy              | 1928                | 3 grudnia 1930       | Prawdziwa Partia Wigów        | King                   |
| wakat | wakat                    | 3 stycznia 1930     | 3 stycznia 1944      |                               | Barclay                |
| 13    | Clarence Lorenzo Simpson | 3 stycznia 1944     | 1952                 | Prawdziwa Partia Wigów        | Tubman                 |
| 14    | William Tolbert Jr.      | 1952                | 23 lipca 1971        | Prawdziwa Partia Wigów        | Tubman                 |
| 15    | James Edward Greene      | kwiecień 1972       | 22 lipca 1977        | Prawdziwa Partia Wigów        | Tolbert                |
| 16    | Bennie Dee Warner        | 1977                | 12 kwietnia 1980     | Prawdziwa Partia Wigów        | Tolbert                |
| wakat | wakat                    | 12 kwietnia 1980    | 6 stycznia 1986      |                               | Doe                    |
| 17    | Harry Moniba             | 6 stycznia 1986     | 9 września 1990      | Partia Narodowo-Demokratyczna | Doe                    |
| wakat | wakat                    | 9 września 1990     | 27 sierpnia 1997     |                               |                        |
| 18    | Enoch Dogolea            | 27 sierpnia 1997    | 23 czerwca 2000      | Partia Narodowo-Patriotyczna  | Taylor                 |
| 19    | Moses Blah               | 24 lipca 2000       | 11 sierpnia 2003     | Partia Narodowo-Patriotyczna  | Taylor                 |
| wakat | wakat                    | 11 sierpnia 2003    | 16 stycznia 2006     |                               | Blah                   |
| 20    | Joseph Boakai            | 16 stycznia 2006    | 22 stycznia 2018     | Partia Jedności               | Johnson-Sirleaf        |
| 21    | Jewel Taylor             | 22 stycznia 2018    | 22 stycznia 2024     | Partia Narodowo-Patriotyczna  | Weah                   |
| 22    | Jeremiah Koung           | 22 stycznia 2024    | nadal urzęduje       | Partia Jedności               | Boakai                 |